# Чемпіонат Туру WTA 1990
Virginia Slims Championships 1990 - тенісний турнір, що проходив на кортах з килимовим покриттям у Медісон-сквер-гарден у Нью-Йорку США з 12 до 18 листопада 1990 року. Друга сіяна Моніка Селеш здобула титул в одиночному розряді. Селеш отримала грошову винагороду в розмірі 250 тис. доларів. Мартіна Навратілова кваліфікувалась, але знялись, щоб зробити операцію на коліні.

## Фінальна частина

### Одиночний розряд
Моніка Селеш —  Габріела Сабатіні, 6–4, 5–7, 3–6, 6–4, 6–2.

### Парний розряд
Кеті Джордан /  Elizabeth Sayers —  Мерседес Пас /  Аранча Санчес Вікаріо, 7–6(7–4), 6–4.